# Tripleurospermum microcephalum
Tripleurospermum microcephalum là một loài thực vật có hoa trong họ Cúc. Loài này được (Boiss.) Bornm. miêu tả khoa học đầu tiên năm 1939.